# Adam Ablewicz
Adam Ablewicz (ur. 15 listopada 1913 w Dukli, zm. 11 stycznia 1999 w Przeworsku) – polski kapłan rzymskokatolicki, kapelan honorowy Jego Świątobliwości, proboszcz parafii pw. Ducha Świętego w Przeworsku, dziekan Dekanatu Przeworsk i Jarosław, honorowy prepozyt Jarosławskiej Kapituły Kolegiackiej, odnowiciel kultu Grobu Bożego w Przeworsku, starszy brat abpa Jerzego Ablewicza.

## Życiorys
Uczęszczał do Wyższego Seminarium Duchownego w Przemyślu, święcenia kapłańskie przyjął w 1937. Pracował w parafiach: Niepokalanego Poczęcia Najświętszej Maryi Panny w Jasienicy Rosielnej, Jasło (fara) i w Jarosławiu. W trakcie wysiedlenia mieszkańców Jasła i spalenia miasta, w którym był wikariuszem, od września 1944 przebywał na plebanii w Bączalu Dolnym, gdzie dał mu schronienie ówczesny proboszcz i działacz opozycyjny ks. Florian Zając. W latach 1945–1964 był proboszczem w Muninie. W 1964 został mianowany 39. proboszczem parafii pw. Ducha Świętego w Przeworsku. Pełnił również funkcję prepozyta Jarosławskiej Kapituły Kolegiackiej oraz dziekana dekanatów Przeworsk i Jarosław.
Będąc proboszczem w Przeworsku przeprowadził gruntowną przebudowę plebanii. Z inicjatywy księdza Ablewicza zmodernizowano również krużganek i kancelarię, powiększono bramę wjazdową, pokryto dachy blachą ocynkowaną, położono nowe chodniki i kostkę brukową wokół kościoła. W samym kościele wykonano nową instalację elektryczną i nagłośnienie, założono centralne ogrzewanie, odnowiono wnętrze, wymieniono elementy stolarki.
Ksiądz Ablewicz przywrócił do kultu Kaplicę Grobu Bożego, doprowadził do wprowadzenia w Przeworsku Święta Grobu Chrystusowego. Doprowadził do ogłoszenia w 1982 przeworskiego kościoła pw. Ducha Świętego bazyliką mniejszą. Ksiądz Ablewicz przewodniczył przeworskim obchodom: 600-lecia diecezji przemyskiej, Nawiedzenia Obrazu Matki Bożej Częstochowskiej, Roku Świętego 1975. Dzięki jego zaangażowaniu powstały kościoły w Dębowie i Grzęsce oraz kaplice w Studzianie, Przeworsku na ul. Jedności i Szpitalu Rejonowym w Przeworsku. Przekazał nieodpłatnie część działki parafii na potrzeby rozbudowywanego Liceum Ogólnokształcącego w Przeworsku.
W 1987 otrzymał nagrodę Zasłużony Działacz Kultury, w 1997 Nagrodę Miasta Przeworska „Ratusz”, zaś w 1992 tytuł Przyjaciela Szkoły (Liceum Ogólnokształcącego w Przeworsku).
Zmarł 11 stycznia 1999 w Szpitalu w Przeworsku, uroczystości pogrzebowe odbyły się 13 stycznia, został pochowany na cmentarzu w Przeworsku.
W Przeworsku, w pobliżu Bazyliki Ducha Świętego znajduje się poświęcona mu ulica.